# مارينا فينلاي
مارينا فينلاي (بالإنجليزية: Marina Finlay)‏ هي ممثلة أسترالية، ولدت في 24 أبريل 1961.

## وصلات خارجية
- مارينا فينلاي على موقع IMDb (الإنجليزية)
- مارينا فينلاي على موقع قاعدة بيانات الفيلم (الإنجليزية)